# 金子由之
金子 由之（かねこ よしゆき、1961年10月26日 - ）は、日本の男性俳優、声優。劇団昴所属。東京都出身。日本工学院専門学校卒業。

## 人物
特技は落語。趣味は読書。

## 出演

### テレビドラマ
- 特救指令ソルブレイン 第46話「天才瞬間製造機」（1991年、テレビ朝日） - 西川
- 金曜ドラマシアター 開戦五十年特別企画「昭和16年の敗戦」（1991年、フジテレビ）
- 土曜ワイド劇場（テレビ朝日）
  - 森村誠一の終着駅シリーズ・3「死刑台の舞踏」（1992年） - 勝又
  - 殺人迷宮課の名警部（1998年） - 長沢刑事
  - 100の資格を持つ女〜ふたりのバツイチ殺人捜査〜・10（2015年） - 和風小物店の主人
- 特捜ロボジャンパーソン 第43話「最強最後の超神」（1994年、テレビ朝日） - 綾小路麗子の父
- 世にも奇妙な物語 冬の特別編「閉ざされた空間」（1994年、フジテレビ） - 岡村刑事
- 火曜サスペンス劇場（日本テレビ）
  - 小京都ミステリー・12「みちのく酒田殺人事件」（1994年）
  - 高橋英樹の船長シリーズ・8「高松 神戸ジャンボフェリー殺人海峡」（1996年）
  - ひとことの罪（1998年）
  - 身辺警護・4「男の執念 マルタイはペンが凶器のジャーナリスト」（1999年）
  - 身辺警護・7「庭から出た白骨死体は夫?」（2001年）
  - 身辺警護・10「刑事の拳銃が奪われ人質の女が撃たれた!」（2002年）
- グーグーだって猫である2 第5話（2014年、WOWOW）

### 舞台
- 劇団昴 リア王（2014年） - リア王
- 黒んぼと犬たちの闘争（2015年）
- クリスマス・キャロル（2015年・2016年）
- 恭しき娼婦（2022年）
- イッツフォーリーズ公演ミュージカル「おれたちは天使じゃない」（2024年5月11日 - 16日、俳優座劇場公演） - 黒川虎男役 ※水野龍司の代役
- 劇団昴公演「宮澤賢治・宛名のない手紙」（2025年） - 山猫博士[4]

### テレビアニメ
1999年
- 金田一少年の事件簿（鷲尾鉱三）
- ∀ガンダム（1999年 - 2000年、商人、艦長、アスピーテ艦長）

2000年
- ブギーポップは笑わない Boogiepop Phantom（早紀の父）

2001年
- デジモンテイマーズ（李鎮宇〈ジャンユー〉）
- HELLSING（MI5長官）

2002年
- OVERMANキングゲイナー
- ヒカルの碁（2002年 - 2003年、住職、社長、記者）
- フルメタル・パニック!（ジョン・ハワード・ダニガン）
- 炎の蜃気楼（上杉謙信）

2003年
- キノの旅 -the Beautiful World-（老人C）
- TEXHNOLYZE（構成員2）
- ポポロクロイス（モーム大臣、鍛冶屋）
- 攻殻機動隊 STAND ALONE COMPLEX（総理大臣）

2004年
- 巌窟王（ヴァロワ）
- クロノクルセイド（店主B）
- 爆裂天使（研究員B）
- MONSTER（庭師）

2005年
- 交響詩篇エウレカセブン（発掘屋）
- 焼きたて!!ジャぱん（プレジデント）

2006年
- NIGHT HEAD GENESIS（錦戸光一）
- NARUTO -ナルト-（ヒトデ）
- RAY THE ANIMATION（浅田）

2007年
- 結界師（幹部）

2008年
- テイルズ オブ ジ アビス（ノルドハイム）
- 薬師寺涼子の怪奇事件簿（報道官）

2009年
- ミチコとハッチン（デウス）

2010年
- NARUTO -ナルト- 疾風伝（火の国の大名）

2012年
- PSYCHO-PASS サイコパス（郷田蔵人）
- スマイルプリキュア!（町内会長）

2014年
- クロスアンジュ 天使と竜の輪舞（ガリア帝国皇帝）

2017年
- スナックワールド（王様）

2018年
- メガロボクス（2018年 - 2021年、役員A、実況、解説者） - 2シリーズ
- ルパン三世 PART5（カルヴェス、司令官）

### 劇場アニメ
- APPLESEED（2004年、七賢老デウカリオン[5]）
- NITABOH 仁太坊-津軽三味線始祖外聞（2004年）
- リズと青い鳥（2018年、アールト）

### OVA
- 怪童丸（2001年、安倍晴明）
- カレイドスター Legend of phoenix 〜レイラ・ハミルトン物語〜（2005年、老人）

### ゲーム
- ワイルドアームズ アルターコード:エフ（2003年）
- 義経英雄伝修羅（2005年、平知盛）
- ローグギャラクシー（2005年、フォックス・バスクナージ）
- ローグギャラクシー ディレクターズカット（2007年、フォックス・バスクナージ）
- ソニック ワールドアドベンチャー（2008年）※Wii・Xbox 360・PS3
- ドラゴンクエストビルダーズ2 破壊神シドーとからっぽの島（2018年）

### 吹き替え

#### 担当俳優
マイケル・ガストン
- NCIS 〜ネイビー犯罪捜査班 #13（ドワティ少佐）※DVD版
- スペンサー・コンフィデンシャル（ジョン・ボイラン）
- プリズン・ブレイク #10 #11（クイン）

#### 映画
- アンという名の少女（牧師）
- 悪魔の呼ぶ海へ（ジョン〈ウルリク・トムセン〉）
- アバウト・タイム 〜愛おしい時間について〜（デスモンド〈リチャード・コーデリー〉）
- 愛さずにはいられない
- ある神父の希望と絶望の7日間（ジェームズ神父〈ブレンダン・グリーソン〉）
- アナとオットー
- 遺体安置室 -死霊のめざめ-（グレン・ハウエル保安官〈マイケル・シャムス・ウイレス〉）
- 宇宙戦争
- 英雄の証明（メニーニアス〈ブライアン・コックス〉）
- エレクトラ
- エグゼクティブ・コマンド（ジャック・ヘインズ）※ソフト版
- 壊滅暴風圏II/カテゴリー7（マイク・デイヴィス〈トム・スケリット〉）
- 君はONLY ONE（ミッチ〈スティーヴ・クーガン〉）
- 宮廷料理人ヴァテール（フランソワ・ヴァテール〈ジェラール・ドパルデュー〉）
- ナポレオン（ルイ18世〈イアン・マクニース〉）
- キングソロモン（アラン・クウォーターメイン〈セドリック・ハードウィック〉）※PDDVD版
- 撃鉄2 -クリティカル・リミット-
- 警察署長 ジェッシイ・ストーン 湖水に消える（ノーマン・ショウ〈ゲイリー・バサラバ〉）
- 恋するベーカリー
- コレラの時代の愛（ロタリオ・トゥグッド〈リーヴ・シュレイバー〉）
- 殺人ドットコム（ローマー〈ダン・ラウリア〉）
- サブウェイ123 激突（スターマン）
- ザ・サバイバー 漂流者（ブラント大尉〈ロジャー・アラム〉）
- ジャスティス・リーグ:ザック・スナイダーカット（調査員[6]）
- シャンプー台のむこうに（ハミルトン〈オリヴァー・フォード・デイヴィス〉）
- SHERLOCK/シャーロック 忌まわしき花嫁（スタンフォード〈デヴィッド・ネリスト〉）
- スター・ウォーズ/スカイウォーカーの夜明け（プライド元帥〈リチャード・E・グラント〉[7]）
- 聖なる嘘つき（ホイッスラー〈アダム・ラホナ〉）
- ダーク・シャドウ（保安官〈ウィリアム・ホープ〉）
- 探偵マーロウ（フロイド・ハンソン〈ダニー・ヒューストン〉[8]）
- ツタン・カーメンの秘宝 失われた王宮/太陽の王子（ネイサン・カーンズ〈マルコム・マクダウェル〉）
- ディレイルド 暴走超特急
- デッドロック4（スラヴァ〈ジュリアン・バーガバ〉）
- トランスフォーマー/最後の騎士王（コグマン）
- ニュースの天才
- パーフェクト ストーム（デイル・マーフィー〈ジョン・C・ライリー〉）
- バガー・ヴァンスの伝説（ウォルター・ヘーゲン〈ブルース・マッギル〉）
- バットマン vs スーパーマン ジャスティスの誕生（ジャック〈マーク・エドワード・テイラー〉）
- バンテージ・ポイント
- ビッグゲーム 大統領と少年ハンター（アンダーウッド陸軍大将〈テッド・レヴィン〉）
- ヒトラー 〜最期の12日間〜（ハインツ・リンゲ〈トーマス・リムピンゼル〉）
- ビバリーヒルズ・コップ3 ※テレビ朝日版
- ファンタスティック・フォー:銀河の危機
- フライ・ミー・トゥ・ザ・ムーン[9]
- プルーフ・オブ・ライフ（マルコ〈トニー・バスケス〉）
- フローレス（ヌーナン〈ジュード・チコレッラ〉）
- マーベル・シネマティック・ユニバース（エリック・セルヴィグ〈ステラン・スカルスガルド〉）
  - マイティ・ソー
  - アベンジャーズ
  - マイティ・ソー/ダーク・ワールド
  - アベンジャーズ/エイジ・オブ・ウルトロン
  - ソー:ラブ&サンダー[10]
- M:i:III（司祭〈ブルース・フレンチ〉）※劇場公開版
- メリー・ポピンズ リターンズ（グッディング〈ジェレミー・スウィフト〉[11]）
- ヤング・ブラッド
- ラストゲーム（ビリー・サンデー〈ジョン・タトゥーロ〉）
- 乱気流/ファイナル・ミッション（ラッシュ機長）※DVD版
- レイヤー・ケーキ
- REC/レック3 ジェネシス（神父〈ハビエル・ルアノ〉）
- レクイエム（スン・クアン〈サイモン・ヤム〉）
- ワンダーウーマン 1984（参謀本部議長）

#### ドラマ
- ALCATRAZ/アルカトラズ（エミット・リトル〈グリン・ターマン〉）
- アンフォゲッタブル4 完全記憶捜査（Mr.アルバイアティ）
- イ・サン
- ER緊急救命室
  - シーズン4 #10（ジョーイ〈ジョー・マリネッリ〉）
  - シーズン4 - 10（ボブ〈スチュアート・マクリーン〉）
  - シーズン12 #10（CJ・ゴードン〈ゲイリー・クラウス〉）
- 11/22/63（ハリー・ダニング〈レオン・リッピー〉）
- WITHOUT A TRACE/FBI 失踪者を追え!（ウォーカー神父〈ジャレッド・ハリス〉）
- エージェント・オブ・シールド シーズン3（支配人〈デイビット・L・キング〉）
- 風の国 〜The Land of Wind〜（サンガ）
- 仮面ライダードラゴンナイト（ドクター）
- ギルモア・ガールズ（テイラー・ドーズ〈マイケル・ウィンターズ〉）
- ギルモア・ガールズ イヤー・イン・ライフ（テイラー・ドーズ〈マイケル・ウィンターズ〉）
- クリミナル・マインド6 FBI行動分析課
- クリミナル・マインド9 FBI行動分析課（ティヴォン・アスカリ〈ファラン・タヒール〉）
- クリミナル・マインド 特命捜査班レッドセル（ウィリアム・ミークス）
- クローザー（ビンセント・モリス）
- 刑事フォイル（ヒュー・ジャクソン）
- コールドケース2（ロイ・ブリガム・アンソニー〈現在〉〈バリー・ボストウィック〉）
- サンダーストーン 未来を救え!（サベージ〈デニス・ムーア〉）
- CSI:科学捜査班（レイ・オライリー刑事〈スキップ・オブライエン〉）
- CSI:2 科学捜査班（デヴィッド・フィリップス〈デヴィッド・バーマン〉）
- CSI:9 科学捜査班（イェジー・スキャッグス〈ジェフリー・タンバー〉）
- CSI:マイアミ9（パトリック・クラークソン〈ケヴィン・コリガン〉）
- CSI:ニューヨーク4（フェリックス・ホール）
- CSI:ニューヨーク6 #6（ジョン・シモンズ〈ニック・チンランド〉）
- CSI:サイバー（ロバート・ハート）
- SHERLOCK（シャーロック）（スタンフォード〈デヴィッド・ネリスト〉）
- 主任警部アラン・バンクス（アラン・バンクス〈スティーヴン・トンプキンソン〉）
- スターゲイト SG-1（リチャード・ウールジー〈ロバート・ピカード〉）
- スターゲイト アトランティス（リチャード・ウールジー〈ロバート・ピカード〉）
- スピン・シティ（ドナルド・トランプ〈本人〉）
- SUPER8/スーパーエイト（プルイット保安官〈ブレット・ライス〉）
- スキャンダル4 託された秘密（ホーリー提督〈グレン・モーシャワー〉）
- 続ハリーズ・ロー 裏通り法律事務所
- ターミネーター:サラ・コナー クロニクルズ（科学者〈アダム・ゴドリー〉）
- 大草原の小さな家 シーズン7 #22（アイゼア・エドワーズ〈ヴィクター・フレンチ〉）※NHK BS4K版
- CHUCK/チャック（ブラッド・ホワイト〈アンディ・リクター〉）
- ディフェンダーズ 闘う弁護士
- デスパレートな妻たち7
- デューン/砂の惑星（皇帝シャダム4世〈ジャンカルロ・ジャンニーニ〉）
- 天龍八部（段延慶）
- 朱蒙 -チュモン- Prince of the Legend（ヨンタバル）
- ドレスデン・ファイル（ボブ〈テレンス・マン〉）
- ナース・ジャッキー3
- ノー・セカンドチャンス〜身代金の罠〜（ルイ・バルテル〈リオネル・アベランスキ〉）
- PERSON of INTEREST 犯罪予知ユニット（デビッド〈デヴィッド・スターズィック〉）
- フリークス学園（ロッソ先生〈デイブ・アレン〉）
- ブルーブラッド 〜NYPD家族の絆〜（ジミー・バーク）
- FARGO/ファーゴ（ジェブ・チェイニー警部〈ウェイン・デュヴァル〉）
- BONES シーズン2（ゴードン・ワイアット〈スティーヴン・フライ〉）
- ボディ・オブ・プルーフ 死体の証言（アル・チャップマン〈バリー・シャバカ・ヘンリー〉）
- ムーンナイト
- 名探偵モンク6（マイルズ・フランクリン〈マーク・ヴァン〉）
- THE MENTALIST メンタリストの捜査ファイル
  - シーズン1 #13（ルイス・ストゥッツァー教授〈ジョン・アイルワード〉）
  - シーズン3 - 6（JJ・ラローシュ〈プルイット・テイラー・ヴィンス〉）
- lOVE/ラブ（アラン〈デイブ・アレン〉）

#### アニメ
- アンデルセン・ストーリーズ（ヨハン）
- キリクと魔女
- キリクと魔女2 4つのちっちゃな大冒険
- 原始家族フリントストーン 吸血鬼ロッキュラとフランケンストーン（バーニー）
- 原始家族フリントストーンのクリスマスキャロル（バーニー）
- 原始家族フリントストーンのヤバ・ダバ・ドゥー（バーニー）
- シャーク・テイル
- スター・ウォーズ: バッド・バッチ（ラネー）
- ホームムービーズ（ロナルド・リンチ）

### ラジオドラマ
- NHK-FM 青春アドベンチャー
  - 「タイムスリップ源平合戦」（2005年） - 梶原景時、見張りの武者
  - 「失われた地平線」（2009年） - ヘンリー・バーナード卿

### ラジオ
- NHKラジオ第2放送（朗読）

### ボイスオーバー
- THE BIBLE〜選ばれし者たちの歴史物語〜（ヒストリーチャンネル）
- BBC EARTH ナチュラルワールド特集「人気者じゃないけれど…」（WOWOW）
- BS世界のドキュメンタリー（NHK-BS1）
  - 「キューバ 野球の島の物語」（2021年）
  - 「アウシュビッツに潜入した男」（2022年）
- ロイヤル・スキャンダル 〜エリザベス女王の苦悩〜（2012年、NHK-BSプレミアム）

### CM
- 快適すぎて動けなくなる魔法のソファ・YogiboヨギボーCM（声の出演）
- 資さんうどん Web限定CM「肉ごぼ天うどん篇」（2021年） - 実写出演

### その他コンテンツ
- Biohazard 4D-Executer（ノーマン）